# Мензель-Хаят
Мензель-Хаят (араб. منزل الحياة), раніше Бу Ґабрін (араб. بوقبرين) — місто в Тунісі у регіоні Сахель. Входить до складу вілаєту Монастір. Знаходиться за 35 км на південний захід від Монастіра. Станом на 2004 рік тут проживало 9 978 осіб.